# Ala (település)
Ala település Olaszországban, Trento megyében. Lakosainak száma 8806 fő (2023. január 1.). Ala Avia, Bosco Chiesanuova, Brentonico, Crespadoro, Erbezzo, Mori, Recoaro Terme, Rovereto, Sant'Anna d'Alfaedo, Selva di Progno és Vallarsa községekkel határos.

## Népesség
A település népességének változása:
| Lakosok száma | 8907 | 8887 | 8806 |
|               | 2017 | 2018 | 2023 |